# Katedra základů marxismu-leninismu
Katedra základů marxismu-leninismu, celým názvem Katedra základů marxismu-leninismu pro humanitní fakulty UK, byla od roku 1957/1958 specifická entita řízená přímo KSČ, která zajišťovala všem posluchačům výuku marxismu-leninismu na Univerzitě Karlově v rozsahu čtyř hodin týdně po dobu čtyř let. Povinnost absolvovat tento předmět existovala již od školního roku 1950 a do roku 1957 ji zajišťovala katedra marxismu-leninismu. Dále zajišťovala výchovu vědeckých aspirantů, neboť výchova  se skládala ze studia odborného, studia marxismu-leninismu a studia jazykového. Sídlila nejprve v Pařížské 27, později na náměstí Krasnoarmějců 2 (dnes náměstí Jana Palacha). 
V polovině 60. let byly na všech vysokých školách nově zřízeny celoškolské Instituty marxismu-leninismu. Do nich byli přijímáni jen dogmaticky orientovaní, pro totalitní režim spolehliví pracovníci.:s.668
Personální obsazení (1957): Miloš Kaláb, Zdeněk Deyl, Miloš Bárta, Miloslav Čedík, Karel Holý, Stanislav Kučera, Emil Lukeš, Josef Mužík, Rudolf Rejman, René Rohan, Věra Rollová, Miloslav Svoboda, Josef Thér, Miloslav Formánek, Jindřich Fibich.
Od roku 1961 do katedry přišli Theodor Syllaba, Luboš Kohout, Štěpán Kolafa, Dragutin Pelikán, Zdeněk Švamberk a Václav Veber.